# 半支煙
《半支煙》（葡萄牙語：Metade Fumaça）是1999年的一套香港電影，由葉錦鴻導演。故事講述下山豹從巴西回港，途中偶遇煙仔，二人之後一同尋找九紋龍和一名舞女的下落。

## 主要演員
| 演員   | 角色                       |
| 曾志偉 | 下山豹/豹哥                |
| 謝霆鋒 | 煙仔                       |
| 舒 淇  | 阿南                       |
| 馮德倫 | 70年代下山豹               |
| 李燦森 | 少年九紋龍                 |
| 尹子維 | 大濟；從美國回港的流氓頭目 |
| 陳惠敏 | 九紋龍                     |
| 陳慧琳 | 女警                       |
| 谷祖琳 | Dee Dee；煙仔女友          |
| 吳君如 | 三妹姐                     |
| 金燕玲 | 煙仔母親；妓女             |
| 黃秋生 | 吹水基                     |
| 尹揚明 | 華哥                       |
| 林子善 | 小流氓頭目                 |
| 谷德昭 | 70年代白毛虎               |
| 董瑋   | 70年代鬼見仇               |
| 張達明 | 70年代十二少               |
| 何華超 | 70年代喪狗華               |

## 取景地點
本片主要於香港九龍太子、旺角、油麻地、佐敦一帶，以及香港島大潭取景。取景地點包括現已拆卸並改建成住宅都匯、原址位於太子道西123號地下及2樓的浴德池浴室；油麻地警署；以及龜背灣泳灘等。

## 電影音樂
- 主題曲：謝霆鋒〈愛後餘生〉
  - 作曲、編曲：伍樂城
  - 填詞：林夕

- 插曲：鄧麗君〈我只在乎你〉
  - 作曲：三木剛
  - 填詞：慎芝
  - 編曲：川口真（日语：川口真）

## 工作人員
- 導演、編劇：葉錦鴻
- 出品人：鍾再思、陳自強
- 監製：鍾珍、莊澄、蘇志鴻
- 攝影：鮑德熹
- 美術指導：黃炳耀
- 音樂：趙增熹

## 奖项
| 頒獎典禮             | 獎項             | 名字             | 結果 |
| -------------------- | ---------------- | ---------------- | ---- |
| 第19届香港电影金像奖 | 最佳編劇         | 葉錦鴻           | 提名 |
| 第19届香港电影金像奖 | 最佳男主角       | 曾志偉           | 提名 |
| 第19届香港电影金像奖 | 最佳女配角       | 金燕玲           | 提名 |
| 第19届香港电影金像奖 | 最佳攝影         | 鮑德熹           | 提名 |
| 第19届香港电影金像奖 | 最佳美術指導     | 黃炳耀           | 提名 |
| 第19届香港电影金像奖 | 最佳服裝造型設計 | 吳里璐           | 提名 |
| 第19届香港电影金像奖 | 最佳原創電影歌曲 | 謝霆鋒(愛後餘生) | 提名 |
| 第36屆金馬獎         | 最佳男主角       | 謝霆鋒           | 提名 |

## 外部連結
- 開眼電影網上《半支煙》的資料（繁體中文）
- 豆瓣电影上《半支煙》的資料 （简体中文）
- 时光网上《半支煙》的資料（简体中文）
- AllMovie上《半支煙》的资料（英文）
- 爛番茄上《半支煙》的資料（英文）
- 香港影庫上《半支煙》的資料（繁體中文）
- 互联网电影数据库（IMDb）上《半支煙》的资料（英文）
- （日語） 半支煙日本官方網站